# Люстров, Михаил Юрьевич
Михаи́л Ю́рьевич Люстро́в (р. 1 января 1970, Москва) — российский литературовед, доктор филологических наук, профессор кафедры истории русской классической литературы историко-филологического факультета Института филологии и истории РГГУ. Сотрудник ИМЛИ РАН, профессор РАН (2015). Специалист по истории русской и шведской литературы.

## Биография
Окончил МПГУ в 1992 году. Тема кандидатской диссертации: «Послание в русской поэзии XVIII в. (истоки и становление жанра)». Доктор филологических наук (2008), тема докторской диссертации (2006): «Русско-шведские литературные связи в XVIII веке».
Лауреат премии для молодых учёных РАН (2002). Читал лекции в Упсальском университете Швеции.